# Kai-Mook
Kai-Mook  (uitspraak: kai moek) (Antwerpen, 17 mei 2009) is een vrouwelijke Aziatische olifant die geboren werd in de Antwerpse Zoo en sinds 2012 in Planckendael verblijft. Het was de eerste olifant die in België werd geboren.
De babyolifant werd Kai-Mook genoemd, wat volgens de zoo in het Thais 'parel' zou betekenen. De naam werd pas 3 dagen na de geboorte bekendgemaakt, zeker was wel dat deze met de letter K zou beginnen aangezien elk dier, geboren in 2009 in de zoo van Antwerpen, een naam krijgt beginnende met deze letter. Volgens sommige bronnen zou de naam echter 'kip' betekenen en moest de naam Khai-Mook zijn. Het publiek kon voorstellen doen voor een naam.
De geboorte kreeg uitgebreide media-aandacht. Een door de zoo speciaal opgezette website om de geboorte live te volgen telde in het weekend van de geboorte 1,2 miljoen bezoekers. Ook werden er in de stad enkele grote schermen opgezet, waarop de bevalling live was te volgen. De verzorgers gaven commentaar bij de beelden.
In vier dagen tijd lokte de nieuwe olifant 60.000 bezoekers naar de dierentuin. Kai-Mook werd door burgemeester Patrick Janssens ingeschreven in het Antwerpse bevolkingsregister. Peter van de olifant is toenmalig Vlaams minister-president Kris Peeters, meter is toenmalig minister Patricia Ceysens.
Op 14 juni 2009 werd een babyborrel georganiseerd op het Koningin Astridplein. Brouwerij De Koninck heeft speciaal voor de gelegenheid het zogenaamde K-bier gelanceerd.
Kai-Mook en de andere olifanten uit de Antwerpse zoo werden op 18 juni 2012 naar Planckendael overgeplaatst. Datzelfde jaar werd Kai-Mook vereeuwigd in een bronzen beeld, door de Belgische kunstenaar Ronald De Winter, dat in de zoo een plaats kreeg.
Op 13 januari 2018 kreeg Kai-Mook haar eerste jong, een dochter genaamd: 'Tun-Kai'.